# Oleg Vidov

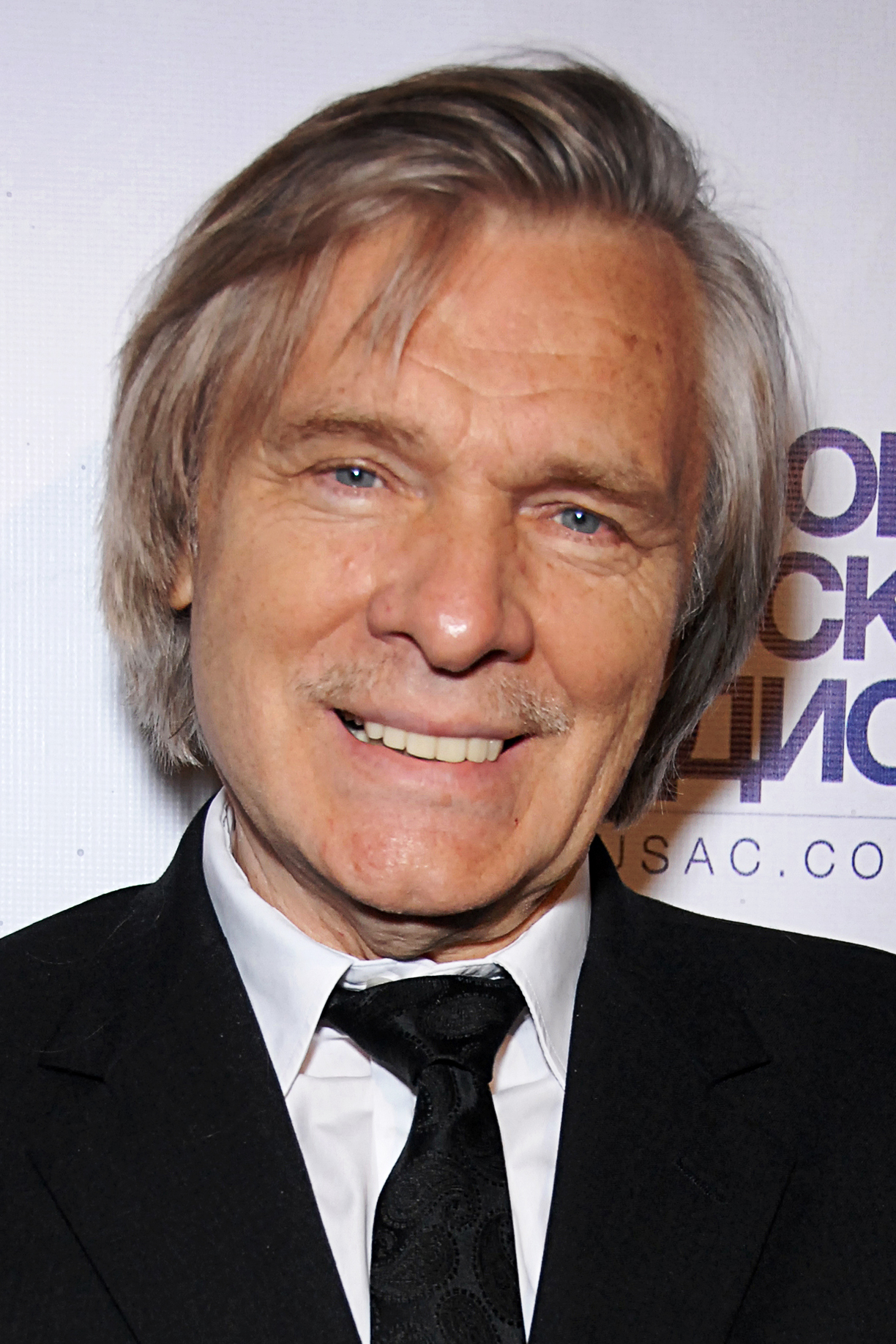
Oleg Vidov, 2013

Oleg Borissowitsch Vidov (russisch Олег Борисович Видов; * 11. Juni 1943 in Filimonki, Rajon Lenin, Oblast Moskau, Sowjetunion; † 15. Mai 2017 in Westlake Village, Kalifornien), auch Oleg Borissowitsch Widow, war ein russisch-US-amerikanischer Schauspieler, Filmregisseur und Produzent. Er spielte ab 1961 in 50 Filmen mit. Als Emigrant aus der ehemaligen Sowjetunion, dem heutigen Russland, erhielt er die US-amerikanische Staatsbürgerschaft und wurde eingebürgert.

## Leben und Karriere
Vidov wurde in Filimonki im Rajon Lenin des Oblast Moskau geboren, einem Gebiet rund 36 Kilometer südwestlich von Moskau; einige Quellen nennen als Geburtsort auch Widnoje im Bezirk Gorki Leninskije. Er war der Sohn von Warwara Iwanowna Widowa, einer Lehrerin und Schuldirektorin, und Boris Nikolajewitsch Garnewitsch, einem Wirtschaftswissenschaftler und Abgeordneten des Finanzministeriums. Nach Angaben von Garnewitschs fünfter Ehefrau, Irina Wawilowa, war Garnewitsch ein einflussreicher Mann und diente als Assistent von Lasar Kaganowitsch. Vidov wurde von seiner Mutter unter ihrem Nachnamen aufgezogen. Er verbrachte seine Kindheit in der Sowjetunion, in der Mongolei und in der DDR, wo seine Mutter zur Arbeit eingesetzt wurde. Als sie nach China geschickt wurde, lebte er bei seiner Tante Anuta in der Kasachischen SSR nahe der chinesischen Grenze. Schließlich zogen sie alle nach Moskau.
Seine erste Rolle spielte Vidov 1961 im Jugenddrama Mein Freund, Kolka! 1962 begann er eine Schauspielausbildung am Gerassimow-Institut für Kinematographie (WGIK), die von Jakow Segel und Juri Pobedonoszew geleitet wurde. Bereits als Student spielte er in einer Reihe von Filmen mit, darunter 1964 Hauptrollen in Der Schneesturm und Ei gewöhnliches Wunder. Ausländische Regisseure wurden auf ihn aufmerksam und er erhielt die Erlaubnis, in Filmen wie der dänisch-schwedisch-isländischen Gemeinschaftsproduktion Hagbard und Signe mitzuwirken. Es folgten Auftritte in Die Schlacht an der Neretva (Jugoslawien, Italien, Westdeutschland, Vereinigten Staaten) sowie in Dino De Laurentiis’ sowjetisch-italienisch-US-amerikanischer Gemeinschaftsproduktion Waterloo des Regisseurs Sergei Bondartschuk, mit Rod Steiger, Christopher Plummer und Orson Welles in den Hauptrollen. Er schloss sein Studium im Jahr 1966 ab und setzte seine aktive Karriere vor der Kamera fort. Im selben Jahr heiratete er seine erste Frau, Marina.
1970 lernte er die Schauspielerin Natalia Wassiljewna Fedotowa kennen und heiratete sie in zweiter Ehe. Der populärsten Version zufolge war sie die Tochter des mächtigen KGB-Generals Wassili Fedotow, der für seine Freundschaft mit Leonid Breschnew und dessen Tochter Galina bekannt war. Vidov bestritt dies stets und behauptete, sein Schwiegervater sei in Wirklichkeit ein Universitätsprofessor für russische Geschichte gewesen; er gab jedoch zu, dass Galina Breschnewa eine enge Freundin seiner Frau war. Das Paar hatte einen gemeinsamen Sohn, Wjatscheslaw. 1974 wurde Vidov als Verdienter Künstler der RSFSR ausgezeichnet.
Als Vidov eine Beziehung mit der Studentin Malwina Wischnja am Gerassimow-Institut begann, kam es zu einem öffentlichen Skandal – er reichte daraufhin im Jahr 1976 die Scheidung ein. Seine Ex-Frau Fedotowa und Breschnewa sollen daraufhin ihren Einfluss geltend gemacht haben, um Vidovs Karriere zu ruinieren. Regisseure boten ihm keine großen Rollen mehr an. Als er 1978 den von Jefim Lwowitsch Dsigan geleiteten Regiekurs am WGIK beendete, wurde ihm zudem sein Diplom verweigert, bis Stanislaw Rostozki einsprang und seinen Kurzfilm Crossing mit der höchsten Note auszeichnete.
1983 erhielt Vidov die Erlaubnis, mit seiner dritten Frau, einer jugoslawischen Schauspielerin, in Jugoslawien zu leben und zu arbeiten. Im Mai 1985 wurde er von den sowjetischen Behörden jedoch unerwartet aufgefordert, innerhalb von 72 Stunden nach Moskau zurückzukehren, woraufhin ihm ein befreundeter österreichischer Schauspieler half, ein Visum zu erhalten. Gemeinsam fuhren sie zur jugoslawisch-österreichischen Grenze, wo er nach Österreich flüchtete. Vidov konnte dann schließlich mit einem Flüchtlingsvisum der US-Botschaft in Rom, das er mit Hilfe des International Rescue Committee erhalten hatte, in die Vereinigten Staaten auswandern. In den Vereinigten Staaten lebte er zunächst in Los Angeles und heiratete 1989 Joan Borsten, Tochter des Hollywood-Publizisten, Drehbuchautors und Studioleiters Orin Borsten (1912–2005). Das Paar gründete 1988 die Produktionsfirma Films by Jove und erwarb 1992 die internationalen Vertriebsrechte für die preisgekrönte Zeichentrickfilm-Sammlung von Sojusmultfilm und trug dazu bei, sowjetische Zeichentrickfilme in der ganzen Welt bekannt zu machen.
Er setzte zudem seine Filmkarriere in Hollywood fort und spielte in Filmen wie Red Heat an der Seite von Arnold Schwarzenegger, in Wilde Orchidee mit Mickey Rourke, in Perfect Love Affair mit Warren Beatty und in Thirteen Days. Außerdem war er in den 1990er-Jahren in Gun Power (The Immortals) sowie in Wes Cravens Wishmaster 2 – Das Böse stirbt nie zu sehen. Im Fernsehen spielte er unter anderem Rollen in der Fernsehserie The West Wing – Im Zentrum der Macht (1999 bis 2006) und in Alias – Die Agentin (2001 bis 2006). Er war auch als Sprecher tätig: So lieh er im Alter von 70 Jahren seine Stimme dem von ihm verehrten russischen Regisseur Andrei Tarkowski im Dokumentarfilm Time Within Time, der auf Tarkowskis Tagebuch basierte.
2007 war Vidov, der auch einen Sohn namens Sergey hatte, Mitbegründer des Malibu Beach Recovery Center, ein angesehenes Alkohol- und Drogenbehandlungsprogramm in Malibu, das auf den Grundsätzen der Neurowissenschaften beruht. Vidov fungierte als Vorstandsvorsitzender und seine Frau Joan als geschäftsführendes Vorstandsmitglied (CEO), bis sie das Zentrum im Juni 2014 an einen medizinischen Investmentzweig der Wells Fargo Bank verkauften. Das Malibu Beach Recovery Center wurde in Fernsehsendungen wie A&E’s Intervention gezeigt. Im Jahr 2021 wurde posthum die Dokumentation Oleg: The Oleg Vidov Story von Nadia Tass veröffentlicht, die 2020 bei den Los Angeles Independent Film Festival Awards mit dem Summer Award in der Kategorie „Best Documentary Feature“ ausgezeichnet wurde.
Vidov litt zuletzt an Bauchspeicheldrüsenkrebs und einem multiplen Myelom. Er starb im Alter von 73 Jahren in seinem Haus in Westlake Village an den Folgen seines Krebsleidens und wurde von seiner Frau Joan Borsten und seinen Söhnen überlebt. Er fand auf dem Hollywood Forever Cemetery seine letzte Ruhe.
Im deutschen Sprachraum wurde Vidov unter anderem von Winfried Glatzeder, Uwe Jellinek, Randolf Kronberg, Willi Röbke, Joachim Siebenschuh und Christian Stövesand synchronisiert.

## Filmografie (Auswahl)
- 1961: Mein Freund, Kolka!
- 1962: Konez sweta
- 1963: Pri ispolnenii sluschebnych objasannostei
- 1964: Jesli ty praw…
- 1964: Zwischenlandung in Moskau
- 1964: Ljochkaja schisn
- 1965: Ich bin zwanzig Jahre alt
- 1965: Schneesturm
- 1965: Obyknowennoe tschudo
- 1967: Das Märchen vom Zaren Saltan
- 1967: Hagbard und Signe
- 1967: Saretschenskie schenichi (Kurzfilm)
- 1968: Uzrok smrti ne pominjati
- 1968: Ima ljubavi, nema ljubavi
- 1969: Die Schlacht an der Neretva
- 1970: Waterloo
- 1971: Missija w Kabule
- 1971: Gentlemen der Erfolge
- 1972: Tecumseh
- 1972: Lützower
- 1972: Mogila lwa
- 1972: Stojanka pojesda – 2 minuty (Fernsehfilm)
- 1973: Sa wsjo w otwete
- 1973: Reiter ohne Kopf
- 1973: Das Dschungelbuch – Die Abenteuer des Mowgli (Trickfilm)
- 1974: Moskau, meine Liebe
- 1975: Pokoj, rci, jad
- 1975: Semja Iwanowych
- 1977: A tizenhetedik nap (Fernsehfilm)
- 1977: Till Ulenspiegel
- 1977: Rudin
- 1977: Transsibirien-Expreß
- 1978: Artjom (Fernsehfilm)
- 1979: Die Fledermaus (Fernsehfilm)
- 1979: Blut und Schweiß
- 1980: Flug durchs Feuer
- 1980: Blagotschestiwaja Marta (Fernsehfilm)
- 1982: Krik ticshiny
- 1982: Operation Silberfuchs
- 1983: Der Waffenschmied vom Ural
- 1985: Jenseits der Morgenröte (Miniserie)
- 1985: Orkestar jedne mladosti
- 1985: U zatvoru
- 1985: Crvena baraka (Fernsehfilm)
- 1987: Vuk Karadzic (Fernsehserie)
- 1988: Red Heat
- 1989: Wilde Orchidee
- 1989: The Legend of the Emerald Princess (Kurzfilm)
- 1992: Three Days in August
- 1993: Prisoner of Time
- 1994: Perfect Love Affair
- 1995: Gun Power
- 1996: Jackie Chans Erstschlag
- 1996: 2090
- 1998: Stories from My Childhood (Fernsehserie)
- 1999: Wishmaster 2 – Das Böse stirbt nie
- 2000: A Christmas Tree and a Wedding
- 2000: Thirteen Days
- 2002: Monkey Love
- 2005: The West Wing – Im Zentrum der Macht (Fernsehserie)
- 2006: Zakoldovannyy uchastok (Fernsehserie)
- 2005, 2006: Alias – Die Agentin (Fernsehserie)
- 2007: Say It in Russian
- 2008: Player 5150
- 2011: Criminal Minds (Fernsehserie)
- 2011: Der Fisch (Kurzfilm)
- 2013: American Seagull
- 2014: 6 Days Dark
- 2014: Tango Changes Everything (Kurzfilm)